# Stathelle kommun
Stathelle kommun (norska: Stathelle kommune) var en kommun (stadskommun, norska: bykommune) i Telemark fylke i södra Norge. Kommunen omfattade staden Stathelle som samtidigt utgjorde kommunens centralort.

## Administrativ historik
Stathelle kommun upprättades 1851 genom utbrytning ur Bamble kommun.
Den 1 januari 1964 gick kommunen upp i Bamble kommun. Kommunens hade då 724 invånare.

## Kommunvapen
Blasonering: I blått et gull skipsratt.
(I blått fält ett roderhjul av guld.)
Kommunvapnet godkändes genom kunglig resolution den 9 april 1954. Efter att Stathelle gått upp i Bamble kommun 1964 godkändes samma kommunvapen för den nya storkommunen genom kunglig resolution den 12 december 1986. Motivet syftar på sjöfarten som varit själva grunden för livet i staden. Frierfjorden är en av Norges mest trafikerade genomfartsleder för kommersiell trafik och på sommaren är orten ett semestermål för båtfolk.